# Siegfried Manthey
Siegfried Manthey (* 10. Februar 1932) ist ein ehemaliger deutscher Fußballspieler.

## Karriere
Manthey gehörte mit 23 Jahren dem Kader des 1. FC 01 Bamberg an, für den er in der Saison 1955/56 in der 2. Oberliga Süd aktiv war. Nachdem die Mannschaft als Tabellenletzter in die drittklassige Amateurliga Bayern Staffel Nord absteigen musste, verließ er den Verein.
Manthey wurde daraufhin zur Saison 1956/57 vom FC Bayern München verpflichtet, der nach einjähriger Abstinenz in die Oberliga Süd zurückgekehrt war. Für die Bayern bestritt er in seiner Premierensaison in der seinerzeit höchsten deutschen Spielklasse 21 Punktspiele, blieb allerdings ohne Torerfolg. Sein Debüt gab er am 25. November 1956 (13. Spieltag) bei der 0:1-Niederlage im Heimspiel gegen den Karlsruher SC; sein einziges Tor erzielte er in seiner letzten Saison am 24. August 1958 (2. Spieltag) bei der 2:4-Niederlage im Heimspiel gegen den VfR Mannheim mit dem Treffer zum 1:1 in der 22. Minute. Er bestritt ferner alle sieben Spiele im Wettbewerb um den Süddeutschen Pokal und erzielte zwei Tore, wobei ihm jeweils ein Tor in den Wiederholungsspielen am 3. März 1957 beim 4:0-Sieg im Heimspiel gegen die SpVgg Neu-Isenburg mit dem Führungstreffer in der 13. Minute, und am 15. Juni 1957 beim 3:1-Sieg im Heimspiel gegen den KSV Hessen Kassel mit dem Treffer zum Endstand in der 77. Minute gelang. Somit hatte er Anteil am Pokalgewinn seiner Mannschaft, die am 25. Juni 1957 im Finale den 1. FC Schweinfurt 05 mit 4:1 besiegte. Damit für die Teilnahme am Wettbewerb um den DFB-Pokal qualifiziert, bestritt er drei Spiele einschließlich des am 29. Dezember 1957 mit 1:0 gegen Fortuna Düsseldorf gewonnenen Finales. In der Folgesaison wurde er dann 29 Mal und in seiner letzten Saison, 1958/59, 16 Mal eingesetzt; in dieser gelang ihm am 24. August 1958 (2. Spieltag) bei der 2:4-Niederlage im Heimspiel gegen den VfR Mannheim mit dem Treffer zum 1:1 in der 22. Minute auch sein einziges Erstligator für die Bayern.
In der Saison 1959/60 war er anschließend in der Regionalliga Südwest für den FK Pirmasens aktiv und wurde mit ihm sogleich Meister – die Mannschaft zum dritten Mal in Folge. Mit der Teilnahme an der Endrunde um die deutsche Meisterschaft 1959/60 wirkte Manthey in fünf von sechs Vorrundenspielen mit, blieb jedoch ohne Torerfolg. Mit der Mannschaft schloss er die Tabelle als Letzter, hinter dem 1. FC Köln, Werder Bremen und dem SC Tasmania 1900 Berlin mit nur einem Punkt, den man daheim gegen die Kölner gewann, ab.

## Erfolge
- Meister der Oberliga Südwest 1960 (mit dem FK Pirmasens)
- DFB-Pokal-Sieger 1957 (mit dem FC Bayern München)
- Süddeutscher Pokal-Sieger 1957